# Philomath
Philomath – miasto w Stanach Zjednoczonych, w stanie Oregon, w hrabstwie Benton.